# Lebução, Fiães e Nozelos
Lebução, Fiães e Nozelos é uma freguesia portuguesa do município de Valpaços, com 29,71 km² de área e 548 habitantes (censo de 2021). A sua densidade populacional é 18,4 hab./km².

## História
Foi criada aquando da reorganização administrativa de 2012/2013, resultando da agregação das antigas freguesias de Lebução, Fiães e Nozelos.

## Demografia
A população registada nos censos foi:
| Distribuição da População por Grupos Etários | Distribuição da População por Grupos Etários | Distribuição da População por Grupos Etários | Distribuição da População por Grupos Etários | Distribuição da População por Grupos Etários | Distribuição da População por Grupos Etários |
| -------------------------------------------- | -------------------------------------------- | -------------------------------------------- | -------------------------------------------- | -------------------------------------------- | -------------------------------------------- |
| Antes da agregação                           |                                              |                                              |                                              |                                              |                                              |
| Ano                                          | 0-14 anos                                    | 15-24 anos                                   | 25-64 anos                                   | >= 65 anos                                   | Total                                        |
| 2001                                         | 130                                          | 82                                           | 400                                          | 256                                          | 868                                          |
| 2011                                         | 94                                           | 73                                           | 342                                          | 275                                          | 784                                          |
| Após a agregação                             |                                              |                                              |                                              |                                              |                                              |
| Ano                                          | 0-14 anos                                    | 15-24 anos                                   | 25-64 anos                                   | >= 65 anos                                   | Total                                        |
| 2021                                         | 35                                           | 32                                           | 214                                          | 267                                          | 548                                          |

## Povoações
- Ferreiro
- Fiães
- Lebução
- Moreiras
- Nozelos
- Pedome